# 264476 Aepic
264476 Aepic este un asteroid din centura principală de asteroizi.

## Descriere
264476 Aepic este un asteroid din centura principală de asteroizi. A fost descoperit pe 16 aprilie 2001 la Saint-Véran de Observatorul din Saint-Véran. Asteroidul prezintă o orbită caracterizată de o semiaxă mare de 2,30 ua, o excentricitate de 0,10 și o înclinație de 3,7° în raport cu ecliptica.